# Apeadeiro de Vila Nova de Anços
O apeadeiro de Vila Nova de Anços (nome também grafado como "d’Anços") é uma gare da Linha do Norte, que serve a localidade de Vila Nova de Anços, no município de Soure, em Portugal.

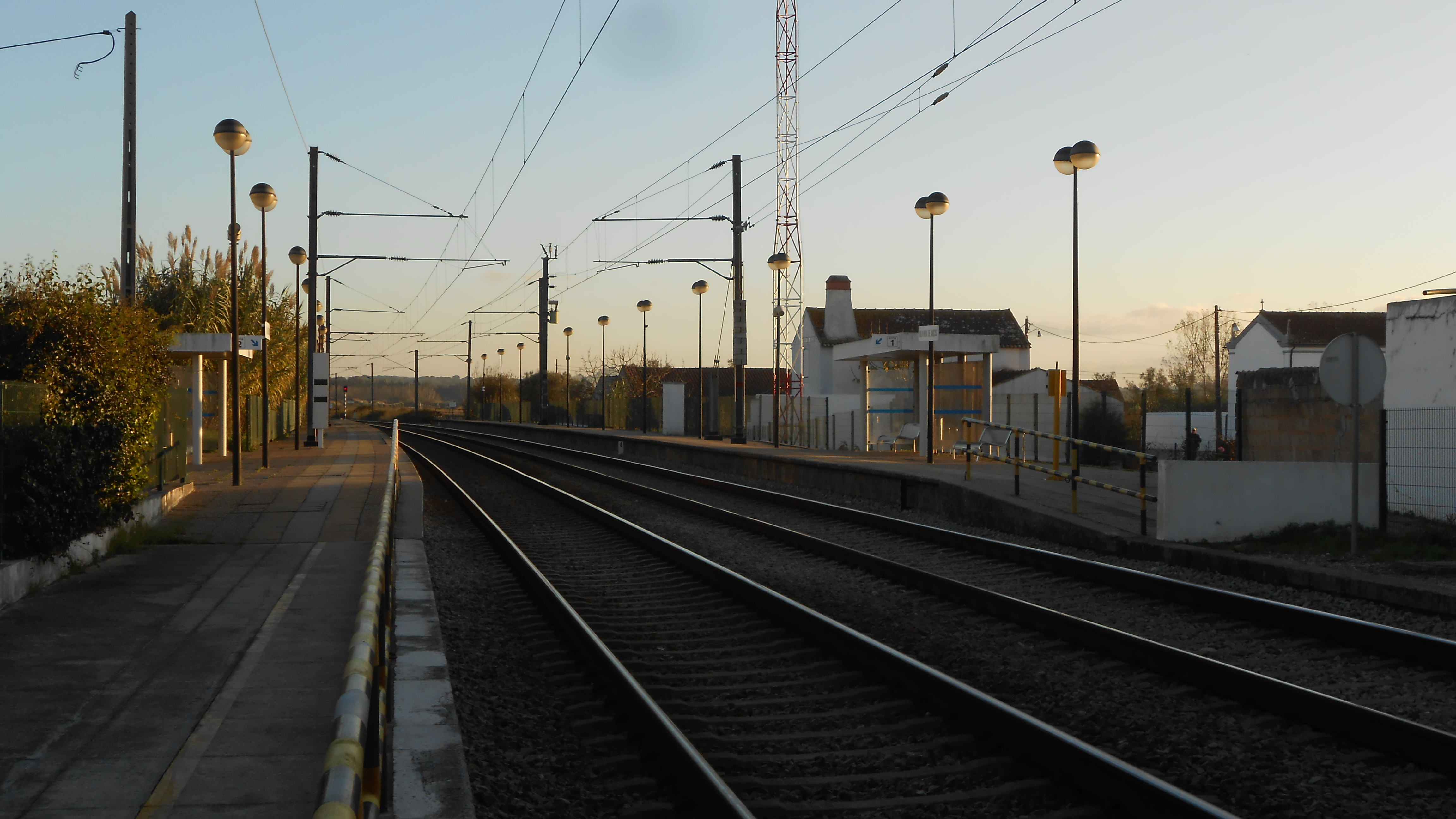
Apeadeiro de Vila Nova de Anços, em 2015

## Descrição

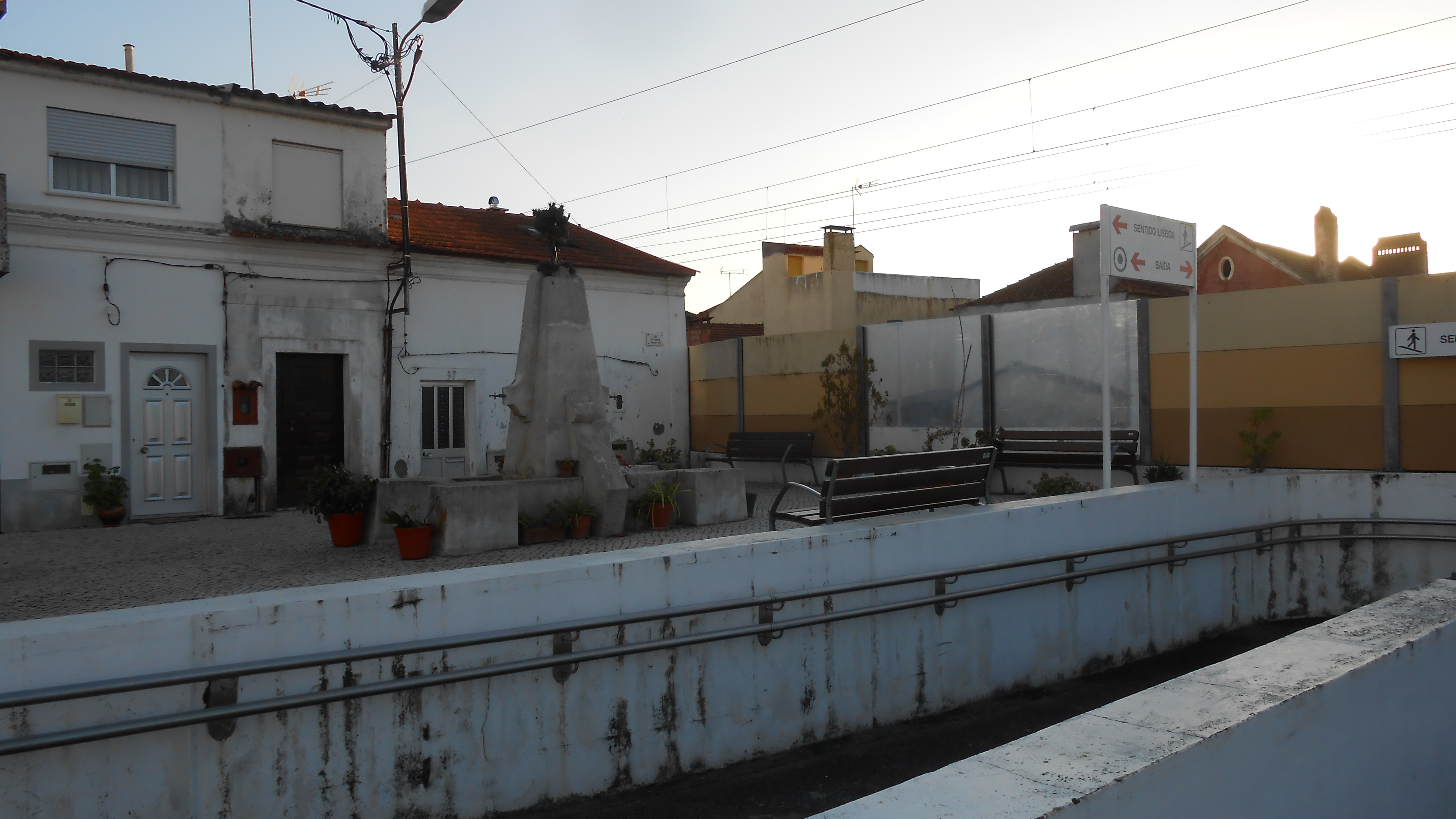
Rampa de acesso subterrâneo à plataforma poente, em 2015.

### Localização e acessos
Esta gare tem acesso pela Rua da Estação, em Vila Nova de Anços. Situa-se no extremo sudoeste do aglomerado urbano, distando a plataforma descendente 331 m (com desnível acumulado de +8−0 m) da paragem de camionagem próxima (EN342-1 / Av. Sac. Cabral), mas 480 m (com desnível acumulado de +9−1 m) a plataforma descendente, dada a localização da passagem desnivelada sob a via, excêntrica à estação.

### Infraestrutura
Como apeadeiro em linha em via dupla, esta interface apresenta-se nas duas vias de ciculação (I e II) cada uma acessível por sua plataforma — uma de 222 m de comprimento e a outra com 222 m, e ambas com 90 cm de altura. O edifício de passageiros, dasativado, situa-se do lado poente da via (lado esquerdo do sentido ascendente, para Campanhã).

### Serviços
Em dados de 2022, esta interface é servida por comboios de passageiros da C.P. de tipo regional, com onze circulações diárias em cada sentido, entre Coimbra-Cidade e o Entroncamento.

## História
Este apeadeiro faz parte do troço da Linha do Norte entre as estações de Soure e Taveiro, que entrou ao serviço em 7 de Julho de 1864.

Esta interface detinha em 1913 a categoria de apeadeiro, o que se mantinha em 1985 e 2005, apesar da desativação do edifício de passageiros que se verificou entre estas duas datas.